# Наррагансетт (индейская резервация)
Наррагансетт (англ. Narragansett Reservation) — индейская резервация народа наррагансетты, расположенная в юго-западной части штата Род-Айленд, США. Согласно федеральной переписи 2020 года постоянное население в резервации отсутствовало.

## История
В 1880 году наррагансетты лишились почти всех своих земель — более 15 000 акров были проданы властями Род-Айленда. Племени удалось сохранить лишь 2 акра своей территории. После принятия Конгрессом США Закона о реорганизации индейцев в 1934 году, наррагансетты стали бороться за возвращения своей резервации. В 1978 году иск племени к властям штата был урегулирован во внесудебном порядке и наррагансеттам удалось вернуть примерно 1800 акров земли. В следующем году племя подало ходатайство в Министерство внутренних дел США о федеральном признании, которое получило 11 апреля 1983 года.

## География
Резервация состоит из нескольких несмежных участков, расположенных на юго-западе округа Вашингтон. Общая площадь Наррагансетт составляет 8,33 км², из них 8,325 км² приходится на сушу и 0,005 км² — на воду. Административным центром резервации и штаб-квартирой племени является город Чарльзтаун.

## Комментарии
1. ↑  В состав резервации входит часть населённого пункта.